# 倾卧兔耳草
倾卧兔耳草（学名：Lagotis decumbens）为玄参科兔耳草属下的一个种。

## 扩展阅读
- 維基物種上的相關：倾卧兔耳草